# Haworthia marxii
Haworthia marxii là một loài thực vật có hoa trong họ Măng tây. Loài này được Gildenh. mô tả khoa học đầu tiên năm 2007.